# Pujols (Lot-et-Garonne)
Pour les articles homonymes, voir Pujols.
Pujols est une commune du Sud-Ouest de la France, située dans le département de Lot-et-Garonne (région Nouvelle-Aquitaine).
Ses habitants sont appelés les Pujolaises et les Pujolais.
Pujols fait partie des Plus beaux villages de France.

## Géographie

### Localisation
Ce village anciennement fortifié de l'aire d'attraction de Villeneuve-sur-Lot et de son unité urbaine surplombe la vallée du Lot et la ville de Villeneuve-sur-Lot.
Pujols se trouve à environ 30 km au nord d'Agen et est à mi-distance de Bordeaux et de Toulouse (environ 150 km).

### Communes limitrophes
Les communes limitrophes sont Bias, Hautefage-la-Tour, Saint-Antoine-de-Ficalba, Sainte-Colombe-de-Villeneuve et Villeneuve-sur-Lot.
|                              | Bias                     | Villeneuve-sur-Lot |
| Sainte-Colombe-de-Villeneuve | Pujols                   |                    |
|                              | Saint-Antoine-de-Ficalba | Hautefage-la-Tour  |

### Hydrographie
La commune est traversée par la Masse de Pujol affluent du Lot.

### Climat
Pour des articles plus généraux, voir Climat de la Nouvelle-Aquitaine et Climat de Lot-et-Garonne.
Historiquement, la commune est exposée à un climat océanique aquitain.  
En 2020, Météo-France publie une typologie des climats de la France métropolitaine dans laquelle la commune est exposée à un climat océanique altéré et est dans la région climatique Aquitaine, Gascogne, caractérisée par une pluviométrie abondante au printemps, modérée en automne, un faible ensoleillement au printemps, un été chaud (19,5 °C), des vents faibles, des brouillards fréquents en automne et en hiver et des orages fréquents en été (15 à 20 jours).
Pour la période 1971-2000, la température annuelle moyenne est de 12,9 °C, avec une amplitude thermique annuelle de 15,4 °C. Le cumul annuel moyen de précipitations est de 814 mm, avec 11,8 jours de précipitations en janvier et 7,1 jours en juillet. Pour la période 1991-2020, la température moyenne annuelle observée sur la station météorologique la plus proche, située sur la commune de Laroque-Timbaut à 12,86 km à vol d'oiseau, est de 14,0 °C et le cumul annuel moyen de précipitations est de 821,7 mm,. Pour l'avenir, les paramètres climatiques de la commune estimés pour 2050 selon différents scénarios d'émission de gaz à effet de serre sont consultables sur un site dédié publié par Météo-France en novembre 2022.

## Urbanisme

### Typologie
Au 1er janvier 2024, Pujols est catégorisée ceinture urbaine, selon la nouvelle grille communale de densité à sept niveaux définie par l'Insee en 2022.
Elle appartient à l'unité urbaine de Villeneuve-sur-Lot, une agglomération intra-départementale regroupant treize  communes, dont elle est une commune de la banlieue,,. Par ailleurs la commune fait partie de l'aire d'attraction de Villeneuve-sur-Lot, dont elle est une commune de la couronne,. Cette aire, qui regroupe 34 communes, est catégorisée dans les aires de 50 000 à moins de 200 000 habitants,.

### Voies de communication et transports
La route nationale 21 traverse la commune.

### Risques majeurs
Le territoire de la commune de Pujols est vulnérable à différents aléas naturels : météorologiques (tempête, orage, neige, grand froid, canicule ou sécheresse), inondations, mouvements de terrains et séisme (sismicité très faible). Il est également exposé à un risque technologique,  le transport de matières dangereuses. Un site publié par le BRGM permet d'évaluer simplement et rapidement les risques d'un bien localisé soit par son adresse soit par le numéro de sa parcelle.

#### Risques naturels
Certaines parties du territoire communal sont susceptibles d’être affectées par le risque d’inondation par une crue à  débordement lent de cours d'eau, notamment la Masse de Pujol. La commune a été reconnue en état de catastrophe naturelle au titre des dommages causés par les inondations et coulées de boue survenues en 1982, 1988, 1993, 1999, 2003, 2008 et 2009,.
Les mouvements de terrains susceptibles de se produire sur la commune sont des affaissements et effondrements liés aux cavités souterraines (hors mines), des glissements de terrain et des tassements différentiels. Afin de mieux appréhender le risque d’affaissement de terrain, un inventaire national permet de localiser les éventuelles cavités souterraines sur la commune.

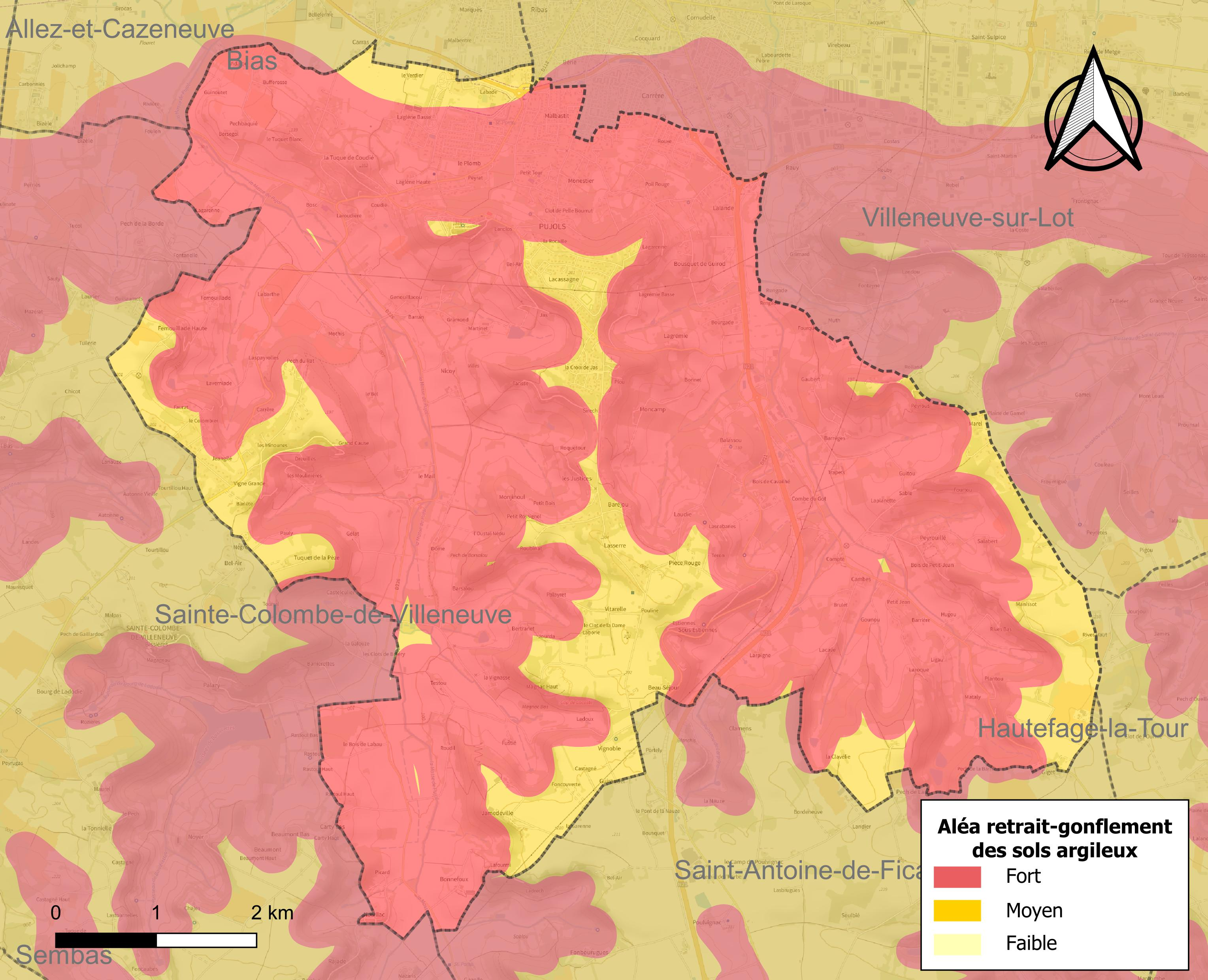
Carte des zones d'aléa retrait-gonflement des sols argileux de Pujols.

Le retrait-gonflement des sols argileux est susceptible d'engendrer des dommages importants aux bâtiments en cas d’alternance de périodes de sécheresse et de pluie. La totalité de la commune est en aléa moyen ou fort (91,8 % au niveau départemental et 48,5 % au niveau national). Depuis le 1er octobre 2020, en application de la loi ELAN, différentes contraintes s'imposent aux vendeurs, maîtres d'ouvrages ou constructeurs de biens situés dans une zone classée en aléa moyen ou fort,.
Concernant les mouvements de terrains, la commune a été reconnue en état de catastrophe naturelle au titre des dommages causés par la sécheresse en 1989, 1991, 1996, 2002, 2003, 2005, 2009, 2011, 2012 et 2017 et par des mouvements de terrain en 1999.

## Histoire
Le bourg de Pujols est établi sur un site d'éperon dominant les vallées du Lot et de la Masse de Pujol, au sommet d'une pente abrupte. Selon l'abbé Gerbeau se fiant au toponyme Au Palai du cadastre de 1811, un palais du Haut Moyen Âge occupait l'extrémité occidentale de l'éperon. Un castrum est mentionné en 1259, dépendant du comté de Toulouse : il semble relativement important au début du XIIIe siècle, mais ses murailles sont rasées lors de la répression contre les Albigeois en 1229.
Le bourg semble s'être reconstitué difficilement et partiellement, alors que la bastide de Villeneuve se développe dans les années 1250-1260, peuplée par des habitants chassés de Pujols, selon le témoignage de Villefavreuse, sénéchal d'Agenais. Pujols perpétue des coutumes de 1309. À la fin du XIIIe ou au XIVe siècle, le bourg est fortifié en pierre de taille, dont subsiste la porte de ville dite Porte anglaise et la porte du clocher. Un chapitre est fondé par Jean de Pujols et sa femme en 1525 : une collégiale est bâtie au nord du bourg (église Saint-Nicolas).
L'église Sainte-Foy, paroisse rurale, est reconstruite dans le bourg à la fin du XVe ou au début du XVIe siècle. Maisons du XVIe siècle en pan-de-bois et en pierre.

### Héraldique
| Blason de Pujols | Blason  | D'azur au chevron d'or, à la bordure componée d'argent et de sable. Devise / Cri"Como feras troberas" |
| Blason de Pujols | Détails | Le statut officiel du blason reste à déterminer.                                                      |

## Politique et administration

### Liste des maires
| Période                                  | Période   | Identité                | Étiquette | Qualité                                                                                          |
| ---------------------------------------- | --------- | ----------------------- | --------- | ------------------------------------------------------------------------------------------------ |
| Les données manquantes sont à compléter. |           |                         |           |                                                                                                  |
| 1793                                     | 1795      | Pierre Momin            |           |                                                                                                  |
| 1795                                     | 1796      | Joseph Delbosc          |           |                                                                                                  |
| 1796                                     | 1797      | Jacques Roux du Bosq    |           |                                                                                                  |
| 1798                                     | 1800      | Jean Brousse            |           |                                                                                                  |
| 1800                                     | 1810      | Jean François Ginet     |           |                                                                                                  |
| 1810                                     | 1821      | Jacques Roux du Bosq    |           |                                                                                                  |
| 1821                                     | 1831      | Étienne Hippolyte Canie |           |                                                                                                  |
| 1831                                     | 1863      | Pierre Philipes         |           |                                                                                                  |
| 1863                                     | 1876      | Barthélémy Bruyère      |           |                                                                                                  |
| 1876                                     | 1889      | Pierre Tancogne         |           |                                                                                                  |
| 1889                                     | 1892      | Pierre Landes           |           |                                                                                                  |
| 1892                                     | 1893      | Pierre Fabre            |           |                                                                                                  |
| 1893                                     | 1902      | Gabriel Philipes        |           |                                                                                                  |
| Les données manquantes sont à compléter. |           |                         |           |                                                                                                  |
| ca. 1960                                 | ?         | Henri Gruelles          |           |                                                                                                  |
| 1974                                     | juin 1995 | André Grousset          |           |                                                                                                  |
| juin 1995                                | mars 2001 | Guy Rey                 |           |                                                                                                  |
| mars 2001                                | mars 2014 | André Garrigues         | PS        | Enseignant retraité                                                                              |
| mars 2014                                | En cours  | Yvon Ventadoux          | EELV-LÉ   | Médecin hospitalier Vice-président de la CA du Grand Villeneuvois Réélu pour le mandat 2020-2026 |

## Démographie
L'évolution du nombre d'habitants est connue à travers les recensements de la population effectués dans la commune depuis 1793. Pour les communes de moins de 10 000 habitants, une enquête de recensement portant sur toute la population est réalisée tous les cinq ans, les populations de référence des années intermédiaires étant quant à elles estimées par interpolation ou extrapolation. Pour la commune, le premier recensement exhaustif entrant dans le cadre du nouveau dispositif a été réalisé en 2006.

En 2022, la commune comptait 3 776 habitants, en évolution de +4,57 % par rapport à 2016 (Lot-et-Garonne : −0,18 %, France hors Mayotte : +2,11 %).
| 1793  | 1800  | 1806  | 1821  | 1831  | 1836  | 1841  | 1846  | 1851  |
| ----- | ----- | ----- | ----- | ----- | ----- | ----- | ----- | ----- |
| 2 028 | 1 351 | 1 347 | 1 522 | 1 524 | 1 374 | 1 373 | 1 348 | 1 267 |

| 1856  | 1861  | 1866  | 1872  | 1876  | 1881  | 1886  | 1891  | 1896  |
| ----- | ----- | ----- | ----- | ----- | ----- | ----- | ----- | ----- |
| 1 205 | 1 193 | 1 188 | 1 131 | 1 060 | 1 033 | 1 002 | 1 008 | 1 010 |

| 1901 | 1906 | 1911 | 1921 | 1926 | 1931 | 1936 | 1946 | 1954 |
| ---- | ---- | ---- | ---- | ---- | ---- | ---- | ---- | ---- |
| 991  | 920  | 845  | 819  | 857  | 910  | 854  | 857  | 941  |

| 1962  | 1968  | 1975  | 1982  | 1990  | 1999  | 2006  | 2011  | 2016  |
| ----- | ----- | ----- | ----- | ----- | ----- | ----- | ----- | ----- |
| 1 061 | 1 467 | 2 534 | 3 365 | 3 608 | 3 546 | 3 657 | 3 607 | 3 611 |

| 2021  | 2022  | - | - | - | - | - | - | - |
| ----- | ----- | - | - | - | - | - | - | - |
| 3 747 | 3 776 | - | - | - | - | - | - | - |

## Vie locale
Classé parmi Les Plus Beaux Villages de France, Pujols est un village qui compte de nombreuses associations culturelles et sportives. Pujols peut aussi compter sur sa piscine municipale, la piscine de Malbentre située sur la commune, rue de Malbentre, qui complète l'offre sports et loisirs de la commune et de la communauté d'agglomération du Grand Villeneuvois. Pujols dispose d'une Maison du Jouet Rustique où il est possible de manipuler plusieurs centaines de jouets.

### Enfance et Jeunesse
La commune de Pujols gère la crèche municipale "3 P'tits Tours" qui accueille les enfants à partir de 2 mois et demi et jusqu'à 4 ans. Elle est ouverte du lundi au vendredi de 7 h 45 à 18 h 15 sans interruption.
Le L.A.P.E (Lieu d'Accueil Parents/Enfants) est un espace convivial gratuit et anonyme pour les parents, les grands-parents et les enfants de moins de 6 ans ou pour les futurs parents qui permet d'échanger des idées, de rencontrer des professionnels de la petite-enfance, de participer à des ateliers, de préparer l'entrée à la crèche ou à la maternelle et de favoriser la rencontre entre les enfants.
Le groupe scolaire "Petit Tour-Georges Gruelles" comprend une école maternelle (4 classes de la petite section à la grande section), une école primaire (9 classes du CP au CM2) et une cantine scolaire.
Grâce à la Communauté d'agglomération du Grand Villeneuvois, les enfants de Pujols (entre 3 et 11 ans) peuvent aussi profiter des centres de loisirs de Monbalen et Fongrave.

## Lieux et monuments
- Église Saint-Nicolas, ancienne collégiale Saint-Nicolas[36],[37], du XIVe siècle. L'édifice a été inscrit au titre des monuments historiques en 1926[37].
- Église Sainte-Foy, classée au titre des monuments historiques en 1903[38] ;
- Église Saint-Étienne du Mail, classée au titre des monuments historiques en 1996[39] ;
- Église Saint-Martin de Noaillac. Elle est inscrite à l'Inventaire général du patrimoine culturel[40]. Mentionnée dès 1271, elle a été reconstruite dans la première moitié du XVIe siècle. Deux chapelles construites de part et d'autre de la nef au XVIe siècle forment un transept. L'église a été fortifiée pendant les guerres de Religion. Trois chapelles latérales ont été ajoutées au début du XVIIe siècle. La sacristie a été construite en 1716. L'église a été réparée dans les années 1880[40].
- Église Saint-Pierre de Doumillac. Elle est inscrite à l'Inventaire général du patrimoine culturel[41]. L'église citée en 1271 a été reconstruite à la fin du XVe siècle ou au début du XVIe siècle. Elle était d'abord dédiée à Notre-Dame, puis à saint Pierre, à partir de 1520. Le clocher a été rebâti en 1831. La voûte de la nef, les chapelles latérales et la toiture sont refaites en 1882 par l'architecte Adolphe Gilles[41] ;
- Le monument aux morts, suivant un projet présenté en 1922 par l'architecte de Villefranche-sur-Lot Gaston Rapin, réalisé par le sculpteur Antoine Bourlange[42] ;.
- Maison, rue de la Citadelles, près de la porte des Anglais, datant du XVIe siècle[43] ;
- Maison, rue de la Citadelle, près de la place Saint-Nicolas, du XVIe siècle[44].
- Château-fort de Pujols. Le castrum est cité en 1259. Le château est reconstruit à la fin du Moyen Âge sur la partie la plus vulnérable du site, face à la mairie. C'est un édifice rectangulaire cantonné de tours. Le château est démoli à partir de 1829. Certaines de ses pierres ont servi à construire la prison d'Eysses. Il en reste des éléments de murs et la base de la tour nord-est[45].
- Prieuré Saint-Christophe de Cambes, le long du CD 223. Il dépendait de l'abbaye de la Chaise-Dieu à la suite de la donation Raoul Passeron de Saint-Sauves, en 1060 d'après l'abbé Gerbeau. L'abside de l'église doit dater de la fin du XIIe siècle ou du début du XIIIe siècle. La nef a été reconstruite au XVIe siècle, ainsi que le portail. Les autres bâtiments se trouvaient au nord, autour d'une cour. Le logis était déclaré en ruines en 1551. Il a dû être restauré au XVIIIe siècle et au XIXe siècle[46] ;
- Église Saint-Christophe de Cambes.

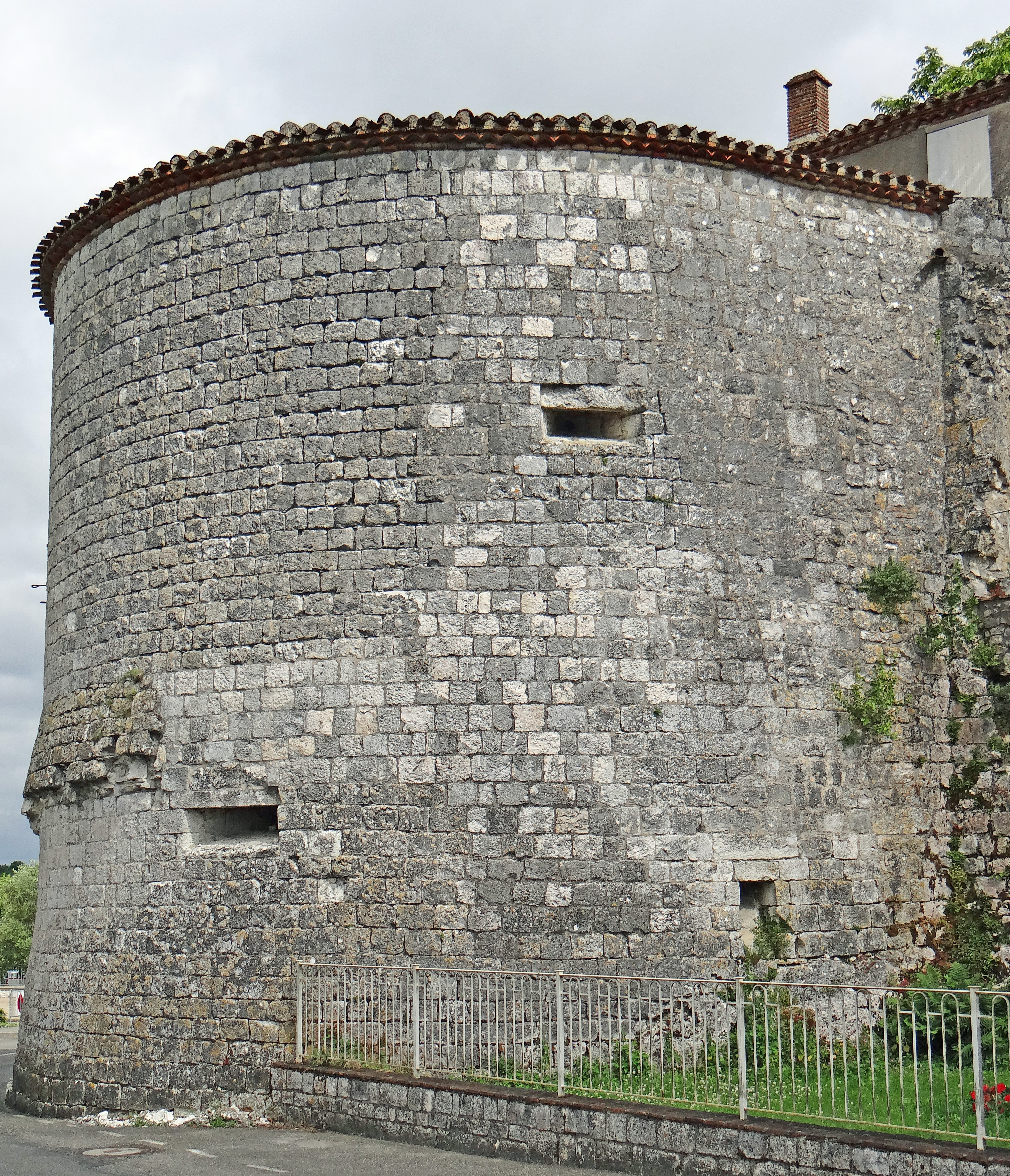
Tour nord-est, vestige du château fort.
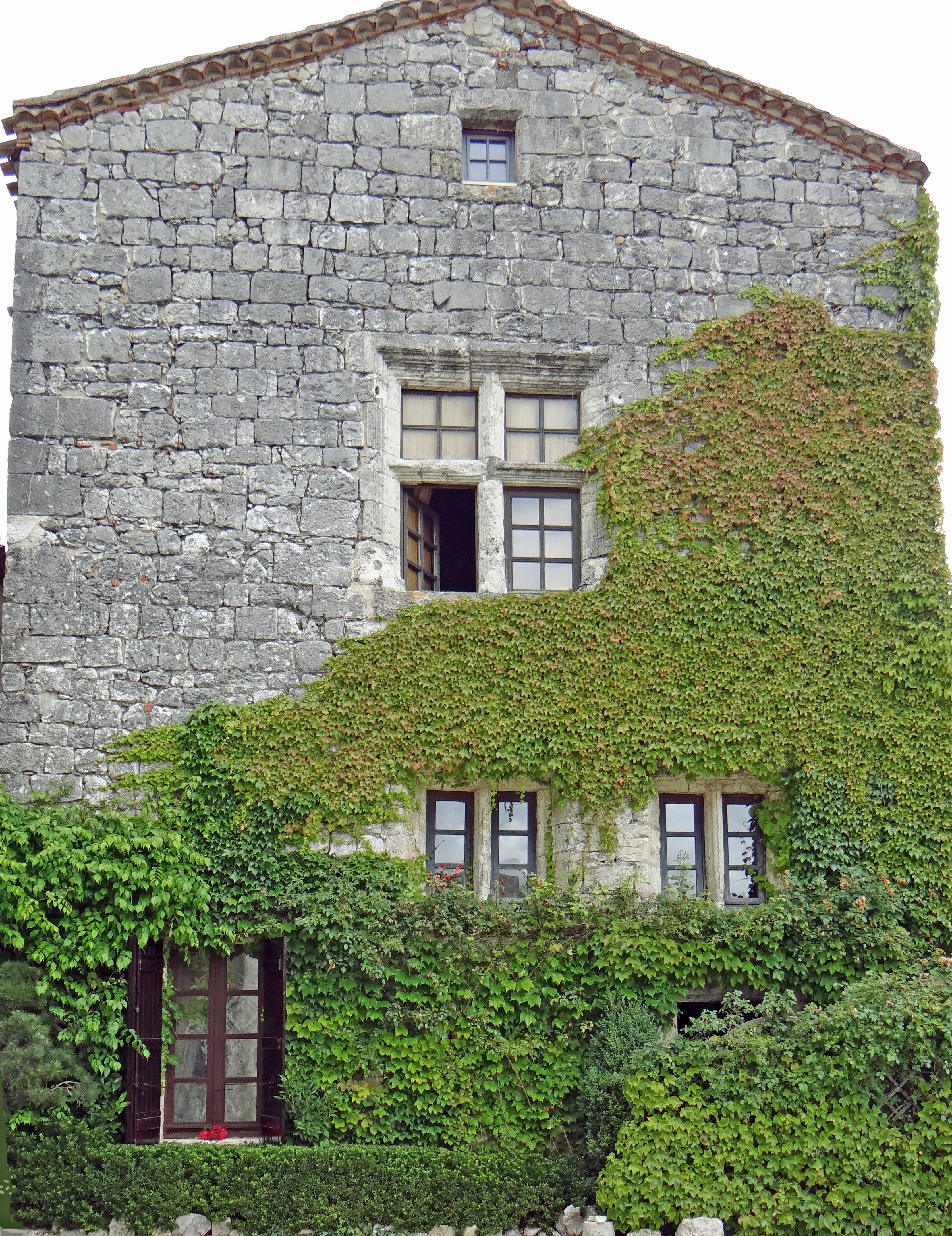
Maison du XVIe siècle, rue de la Citadelle, près de la porte des Anglais.
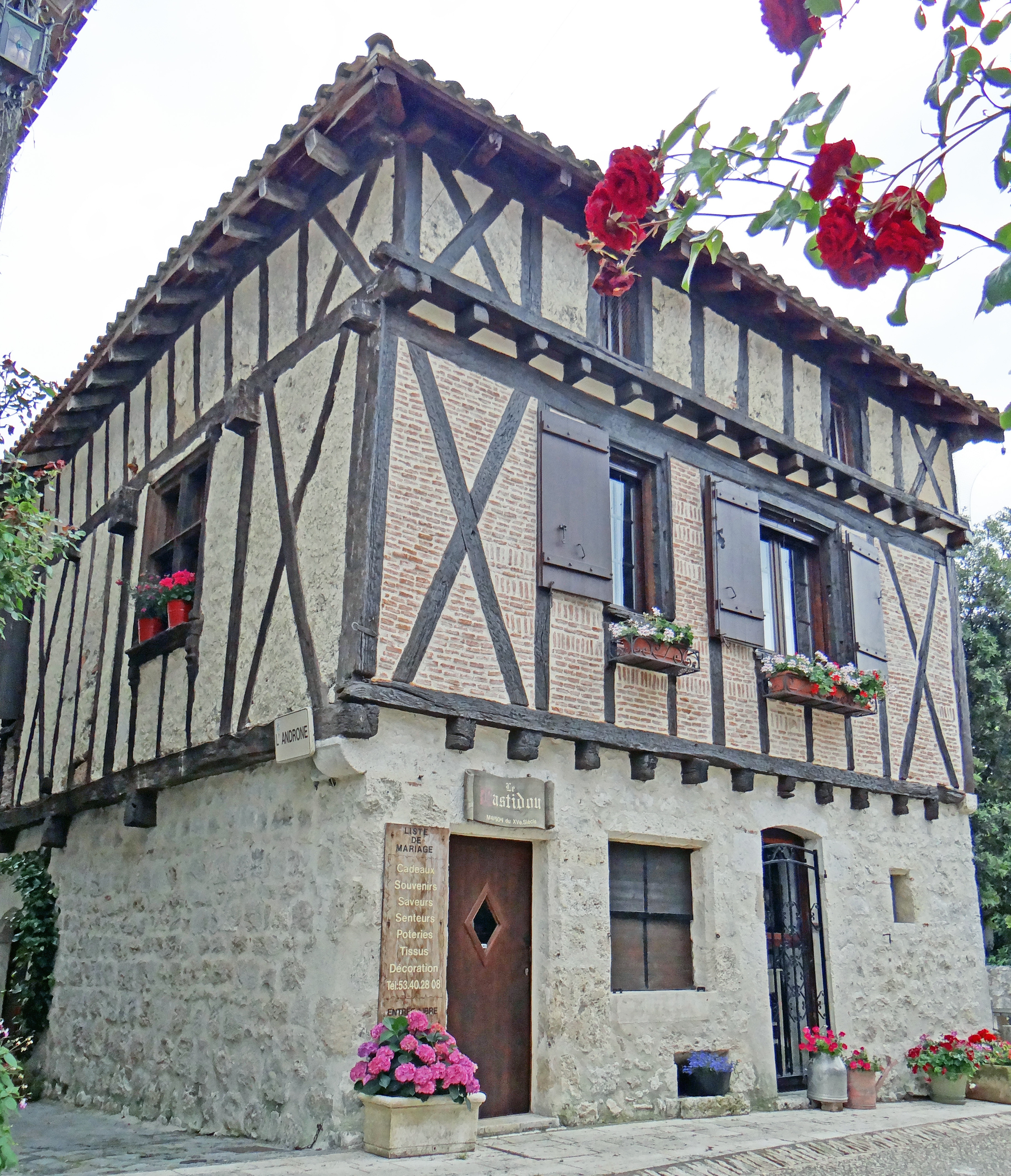
Maison du XVIe siècle, rue de la Citadelle, près de la place Saint-Nicolas.
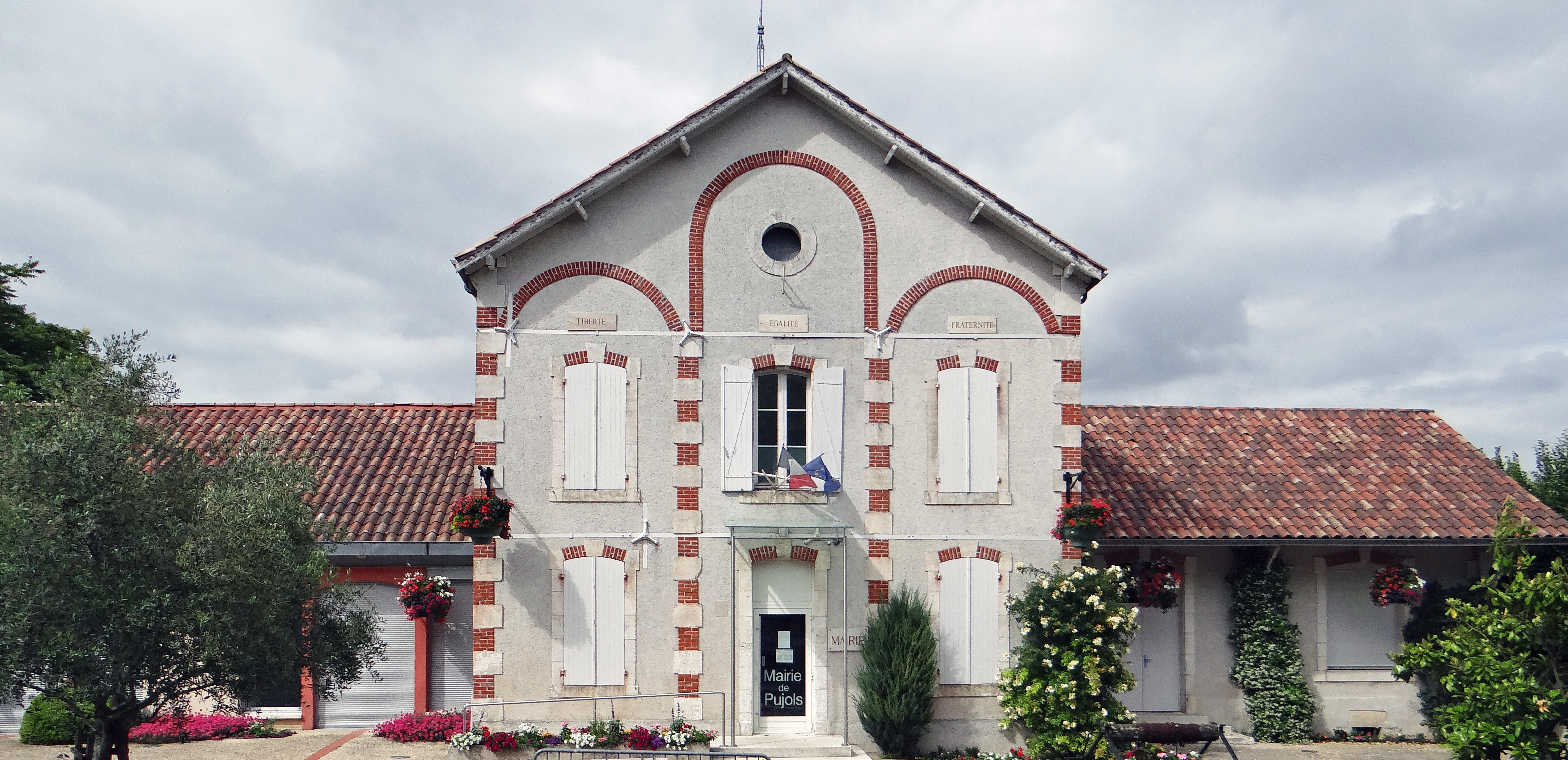
La mairie.
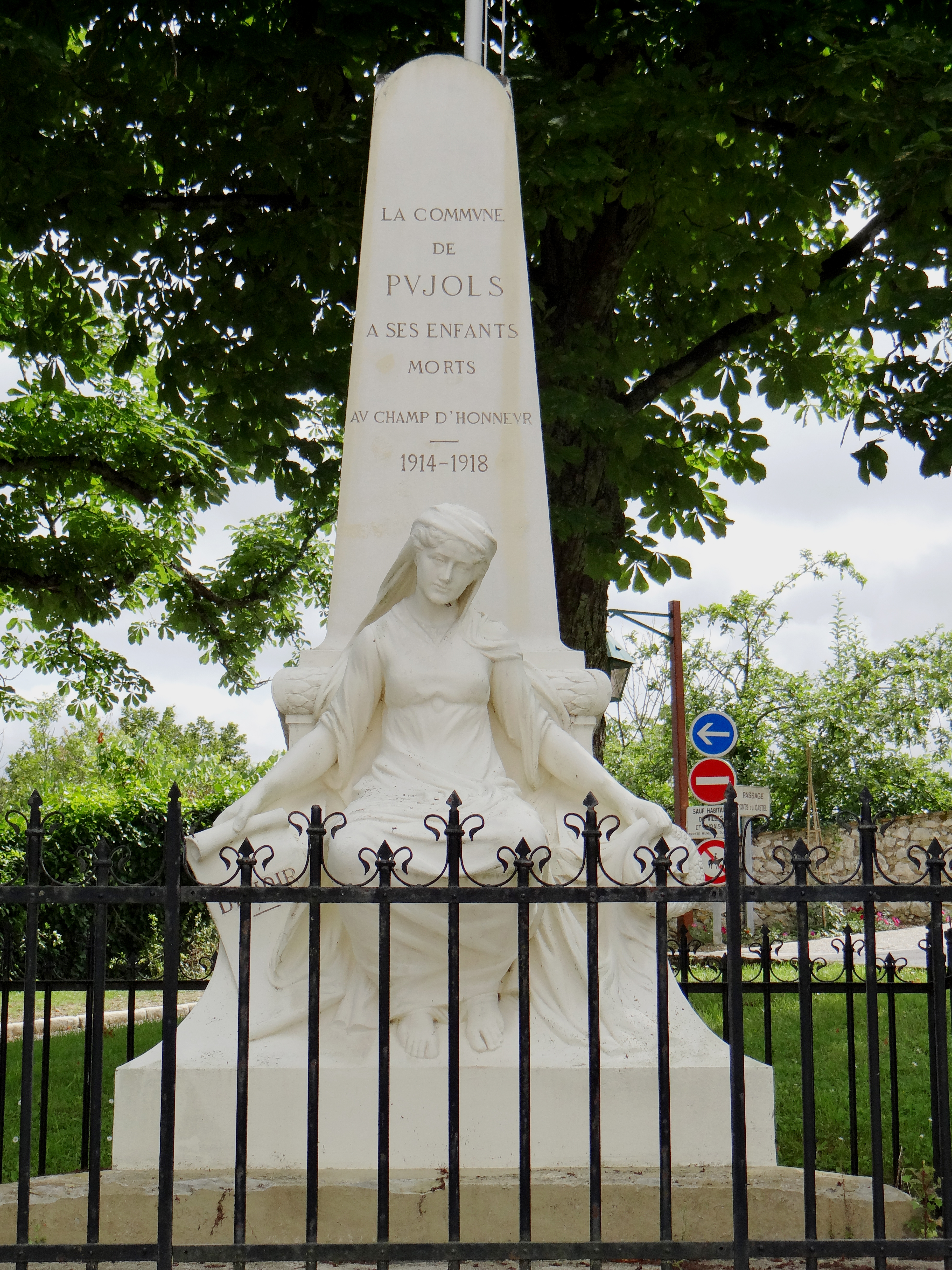
Monument aux morts, face à la mairie.

## Personnalités liées à la commune
Philippe Ginestet fondateur des magasins Gifi y possède une propriété.